# Lorenzo Martínez Cordero
Lorenzo Martínez Cordero   (5 de setembre de 1951) és un jugador de voleibol cubà, ja retirat, que va competir durant les dècades de 1960 i 1970.
El 1972 va prendre part en els Jocs Olímpics d'Estiu de Múnic, on fou desè en la competició de voleibol. Quatre anys més tard, als Jocs de Mont-real, va guanyar la medalla de bronze en la mateixa competició.
En el seu palmarès també destaca una medalla d'or als Jocs Panamericans de 1971 i una altra medalla d'or als Jocs Centreamericans i del Carib de 1974.